# Topliceni
Topliceni – wieś w Rumunii, w okręgu Buzău, w gminie Topliceni. W 2011 roku liczyła 1078 mieszkańców.